# Église Saint-Georges de Faye-la-Vineuse
La collégiale Saint-Georges de Faye-la-Vineuse est une ancienne collégiale située à Faye-la-Vineuse dans le département d'Indre-et-Loire en France. Elle est classée au titre des monuments historiques depuis 1931.

## Historique
L'église actuelle est du XIIe siècle et a remplacé une modeste construction fondée en 1039 par Nivée épouse d'Aymery Ier de Loudun. Elle a subi d'importants dommages pendant les guerres de religion (1562 et 1593).

## Architecture
Cette église romane jadis entourée d'un cloître et de bâtiments conventuels a été mal restaurée au XIXe siècle. Elle présente cependant des caractéristiques particulières : de chaque côté de l'arc triomphal, deux passages latéraux font communiquer la nef avec la première travée de chaque croisillon. Le chœur de deux travées et l'abside en cul-de-four sont entourés d'un déambulatoire sur lequel s'ouvrent trois chapelles rayonnantes. Les chapiteaux du chœur sont richement décorés : animaux fantastiques, chevaliers etc.
La crypte du XIe siècle est inhabituelle par ses grandes dimensions (15 m x 11 m) et sa hauteur sous voûte. Elle est composée d'une nef centrale de deux travées entourée d'un déambulatoire. Les chapiteaux sculptés représentent diverses scènes : cortège des rois mages, adoration des mages, combat de cavaliers etc.

## Intérieur

### Éclairage
La mise en lumière a été réalisé par l'agence de conception lumière Neo Light.